# منطقه بنیشانگول-گوموز
منطقه بنیشانگول-گوموز (به لاتین: Benishangul-Gumuz Region) یک منطقهٔ مسکونی در اتیوپی است که در اتیوپی واقع شده‌است. منطقه بنیشانگول-گوموز ۵۰٬۶۹۹ کیلومتر مربع مساحت و ۱٬۱۲۷٬۰۰۱ نفر جمعیت دارد.